# Championnat d'Amérique du Sud masculin de volley-ball 2015
Navigation
Édition précédente Édition suivante
Le 31e championnat d'Amérique du Sud de volley-ball masculin s'est déroulé du 30 septembre 2015 au 4 octobre 2015 à Maceió, au Brésil. Les 8 équipes se sont rencontrées au sein de 2 poules. Les deux premiers de chaque poule sont qualifiés pour les demi-finales, tandis que les autres disputeront des matchs pour la 5e à la 8e place.

## Équipes présentes
- Argentine
- Brésil
- Chili
- Colombie
- Guyana
- Pérou
- Uruguay
- Venezuela

## Compétition

### Composition des groupes
| Poule A                      | Poule B                           |
| ---------------------------- | --------------------------------- |
| Brésil Chili Pérou Venezuela | Argentine Colombie Guyana Uruguay |

### Tour Préliminaire
|  | Qualifié pour les demi-finales                  |
|  | Qualifié pour le match pour les 5e et 6e places |
|  | Qualifié pour le match pour les 7e et 8e places |

#### Poule A

##### Classement
| # | Équipe    | Pts | J | G | Gt | Pt | P | Sp | Sc | Ratio | Pp  | Pc  | Ratio |
| 1 | Brésil    | 9   | 3 | 3 | 0  | 0  | 0 | 9  | 1  | 9     | 248 | 150 | 1.653 |
| 2 | Venezuela | 6   | 3 | 2 | 0  | 0  | 1 | 6  | 5  | 1.2   | 226 | 237 | 0.954 |
| 3 | Chili     | 3   | 3 | 1 | 0  | 0  | 2 | 5  | 6  | 0.833 | 238 | 250 | 0.952 |
| 4 | Pérou     | 0   | 3 | 0 | 0  | 0  | 3 | 1  | 9  | 0.111 | 171 | 246 | 0.695 |

#### Poule B

##### Classement
| # | Équipe    | Pts | J | G | Gt | Pt | P | Sp | Sc | Ratio | Pp  | Pc  | Ratio |
| 1 | Argentine | 9   | 3 | 3 | 0  | 0  | 0 | 9  | 1  | 9     | 248 | 162 | 1.531 |
| 2 | Colombie  | 6   | 3 | 2 | 0  | 0  | 1 | 7  | 3  | 2.333 | 237 | 209 | 1.134 |
| 3 | Uruguay   | 3   | 3 | 1 | 0  | 0  | 2 | 3  | 6  | 0.5   | 173 | 201 | 0.861 |
| 4 | Guyana    | 0   | 3 | 0 | 0  | 0  | 3 | 0  | 9  | 0     | 139 | 225 | 0.618 |

### Phases finales

#### Classement 1-4
|  | Demi-finales 3 octobre 2015 | Demi-finales 3 octobre 2015 |                        |   | Finale 4 octobre 2015 | Finale 4 octobre 2015 |
|  | Demi-finales 3 octobre 2015 | Demi-finales 3 octobre 2015 |                        |   | Finale 4 octobre 2015 | Finale 4 octobre 2015 |
|  |                             |                             |                        |   |                       |                       |
|  | 25–18, 20–25, 25–16, 25–17  | 25–18, 20–25, 25–16, 25–17  |                        |   | 16–25, 19–25, 16–25   | 16–25, 19–25, 16–25   |
|  | 25–18, 20–25, 25–16, 25–17  | 25–18, 20–25, 25–16, 25–17  |                        |   | 16–25, 19–25, 16–25   | 16–25, 19–25, 16–25   |
|  | Argentine                   | 3                           |                        |   | 16–25, 19–25, 16–25   | 16–25, 19–25, 16–25   |
|  | Argentine                   | 3                           |                        |   | 16–25, 19–25, 16–25   | 16–25, 19–25, 16–25   |
|  | Venezuela                   | 1                           |                        |   | 16–25, 19–25, 16–25   | 16–25, 19–25, 16–25   |
|  | Venezuela                   | 1                           | Argentine              | 0 |                       |                       |
|  | 25-19, 25–14, 25–10         |                             | Argentine              | 0 |                       |                       |
|  |                             | Brésil                      | 3                      |   |                       |                       |
|  | Brésil                      | Brésil                      | 3                      | 3 |                       |                       |
|  | Brésil                      |                             |                        | 3 |                       |                       |
|  | Colombie                    | 0                           |                        |   |                       |                       |
|  | Colombie                    | 0                           | Match pour la 3e place |   |                       |                       |
|  |                             |                             |                        |   |                       |                       |
|  | 21–25, 25–27, 21–25         |                             |                        |   |                       |                       |
|  |                             |                             |                        |   |                       |                       |
|  | Venezuela                   | 0                           |                        |   |                       |                       |
|  | Venezuela                   | 0                           |                        |   |                       |                       |
|  | Colombie                    | 3                           |                        |   |                       |                       |
|  | Colombie                    | 3                           |                        |   |                       |                       |

## Classement final
| Place              | Équipe    |
| ------------------ | --------- |
| Médaille d'or      | Brésil    |
| Médaille d'argent  | Argentine |
| Médaille de bronze | Colombie  |
| 4                  | Venezuela |
| 5                  | Chili     |
| 6                  | Uruguay   |
| 7                  | Pérou     |
| 8                  | Guyana    |

## Distinctions individuelles
- MVP :  Sérgio Santos
- Meilleur passeur :  Bruno Rezende
- Meilleur attaquant :  Evandro Guerra
- Meilleurs réceptionneur-attaquants :  Ronald Jiménez et  Rodrigo Quiroga
- Meilleurs centraux :  Isac Santos et  Facundo Imhoff
- Meilleur libero :  Facundo Santucci